# Sapekhburto K'lubi Dinamo Tbilisi
Il Sapekhburto K'lubi Dinamo Tbilisi (in georgiano საფეხბურთო კლუბი დინამო თბილისი?), meglio noto come Dinamo Tbilisi, è una società polisportiva georgiana con sede nella capitale Tbilisi, conosciuta soprattutto per la sua sezione calcistica. Milita nella Erovnuli Liga, massima serie del campionato georgiano di calcio.
Fondata nel 1925, la squadra ebbe tra le proprie file anche il politico nonché capo dei servizi segreti sovietici Lavrentij Pavlovič Berija, che giocò qualche partita come centrocampista.
La Dinamo Tbilisi è stata una delle più forti compagini nell'era sovietica, quando il club era parte della Società Sportiva dell'Unione di tutte le Dinamo; il più importante successo nelle coppe europee fu la vittoria in Coppa delle Coppe nel 1981, con il successo sul Carl Zeiss Jena, squadra della Germania Est, per 2-1 nella finale di Düsseldorf.
Probabilmente la più celebre vittoria nella storia della Dinamo fu il 3-0 sul Liverpool il 3 ottobre 1979, nel primo turno della Coppa dei Campioni.

## Storia

### Gli inizi: gli anni venti
La storia della Dinamo Tbilisi cominciò nell'autunno 1925 quando la società sportiva Dinamo decise di aprire una sezione calcio, in un'epoca in cui il calcio stava diventando gradualmente uno degli sport più popolari del mondo.
Nel 1927, la Dinamo Tbilisi inaugurò il proprio settore giovanile, la "Norchi Dinamoeli" (giovane Dinamo). Il settore giovanile fornì alla Dinamo Tbilisi molti giocatori di talento, inclusi il primo portiere che disputò con la Dinamo il campionato sovietico, il primo capitano (Shota Savgulidze), difensore (Mikhail Minaev), attaccante (Vladimer Berdzenishvili) ed altri giocatori di spicco.
Nei primi anni le società della Georgia non disputavano alcun campionato ufficiale, ma solo amichevoli tra di loro. Il primo incontro fu disputato con gli azeri del Dinamo Baku il 26 gennaio 1926, con la sconfitta per 1–0. La Dinamo team schierò in campo in quell'occasione: L. Gvenetadze, G. Devnozashvili, M. Blackman, I. Foidorov, N. Anakin, A. Gonel, A. Pivovarov, O. Goldobin, A. Galperin, S. Maslenikov, V. Tsomaia.
Tre giorni dopo, la Dinamo sconfisse gli azeri del "Progress" per 3–0.
Nonostante i loro successi raggiunti a metà degli anni trenta, la federazione calcistica sovietica collocò la FC Dinamo Tbilisi in cadetteria invece che in massima serie. La Dinamo continuò ad ottenere taluni buoni successi anche contro formazioni blasonate, come dimostrò una vittoria per 9–5 a Tbilisi contro una delle migliori squadre del campionato sovietico, la Dinamo Mosca. Successivamente sconfissero la Dinamo Leningrado per 3–2, vincendo 5 partite su 6 e un pareggio contro lo Stalinec Mosca. Ciò fu sufficiente per raggiungere la promozione in massima serie.

### La II Guerra Mondiale: gli anni trenta e quaranta
Il secondo campionato cominciò nell'autunno 1936. Da allora la Dinamo ha disputato 1424 partite nel campionato sovietico. Il primo incontro fu contro la Dinamo Kiev e terminò 2–2, con reti di Nikolas Somov e Boris Paichadze. La formazione che scese in campo era: A. Dorokhov, S. Shavgulidze (E. Nikolaishvili), B. Berdzenishvili, N. Anakin, V. Jorbenadze, G. Gagua, I. Panin, M. Berdzenishvili, B. Paichadze, M. Aslamazov e N. Somov.
La prima vittoria nel campionato sovietico avvenne nella partita contro lo Spartak Mosca il 25 settembre con il gol della vittoria siglato da Mikheil Berdzenishvili. La Dinamo terminò il campionato al 3º posto, lottando per il titolo, che però sfumò dopo una sconfitta per 2–3 contro il Krasnaia Zaria Leningrado. Nella stessa stagione, battendo a Mosca lo Spartak per 6–3 nella semifinale, si qualificò alla finale della Coppa dell'URSS, perdendola però per 0–2 contro il Lokomotiv Mosca. Il loro primo incontro internazionale fu disputato contro gli spagnoli del Baskonia nel 1937, e fu perso per 0–2.
Negli anni trenta e quaranta, la Dinamo era una delle squadre più competitive del campionato sovietico, anche se non riuscì mai a vincere il campionato. Erano perciò spesso noti con l'appellativo di "campioni senza corona". La formazione tipo di quegli anni era: S. Shavgulidze, A. Dorokhov, S. Shudra, B. Frolov, M. Berdzenishvili, A. Kiknadze, V. Panjukov, V. Berezhnoi, G. Gagua, V. Jorbenadze, G. Jejelava.

### Anni cinquanta
Negli anni cinquanta, la squadra era condotta da Avtandil Ghoghoberidze che trascorse 14 anni con la Dinamo. Detiene tuttora il record delle partite disputate e delle reti segnate con la Dinamo, con 341 partite e 127 gol. Nello stesso periodo, i seguenti giocatori militarono nella Dinamo: G. Antadze, V. Marghania, N. Dziapshipa, M. Minaev, A. Zazroev, V. Eloshvili, A. Chkuaseli.
Il club finì poi per essere allenato da Andro Zhordania, che si rivelò essere uno degli allenatori più importanti della storia del club. Il suo periodo alla guida della squadra, cominciato alla fine degli anni cinquanta, coincise con un miglioramento dei risultati della squadra, che preparò il campo con i primi successi importanti raggiunti con lui alla guida della squadra. La FC Dinamo gli ha intitolato in suo onore un campo di allenamento.

### Primi successi nel campionato sovietico: gli anni sessanta
Il primo successo importante del club giunse nel 1964 allorché la Dinamo vinse il campionato sovietico, rimanendo imbattuta nelle ultime quindici giornate. Essendo la Dinamo in testa alla classifica a pari punti con la Torpedo Mosca, fu necessario uno spareggio per l'assegnazione del titolo svoltosi a Tashkent, Uzbekistan, che la Dinamo si aggiudicò per 4–1. I sostenitori georgiani del club celebrarono la vittoria chiamando la loro squadra "ragazzi d'oro".
La formazione tipo della squadra Campione dell'URSS 1964 era: S. Kotrikadze, B. Sichinava, G. Petriashvili, J. Zeinklishvili, G. Tskhovrebov, V. Rekhviashvili, G. Sichinava, S. Iamanidze, S. Metreveli, V. Barkaia, M. Meskhi, I. Datunashvili, A. Apshiev. Allenatore: Gavril Kachalin.
Alla fine degli anni sessanta e all'inizio degli anni settanta, la squadra fu ulteriormente rinforzata con l'ingaggio di giocatori del calibro di Mikheil Meskhi, Slava Metreveli, il capitano della nazionale sovietica Murtaz Khurtsilava, Revaz Dzodzuashvili, Kakhi Asatiani, Gocha Gavasheli, Guram Petriashvili, Piruz Kanteladze e i fratelli Nodia.

### Successi in Europa: gli anni settanta
L'esordio della Dinamo nelle coppe europee avvenne nel 1972 allorché incontrò in Coppa UEFA gli olandesi del Twente. La Dinamo vinse per 3-2, grazie a una doppietta di Givi Nodia e a una rete di David Kipiani. La formazione scesa in campo era: D. Gogia, R. Dzodzuashvili, V. Chelidze, M. Khurtsilava, S. Khinchagashvili, G. Petriashvili, M. Machaidze, K. Asatiani, V. Gutsaev, L. Nodia, G. Nodia, D. Kipiani.
Nel 1976, il club ingaggiò come allenatore Nodar Akhalkatsi (che sarebbe diventato in seguito Presidente della federazione calcistica georgiana): sotto la sua guida, il club ottenne i suoi più grandi successi, guadagnandosi l'epiteto di "Grande Squadra" tra il 1976 e il 1982.
| Dinamo                          |
| Finale di Coppa dell'URSS 1979. |

In questo periodo, la Dinamo vinse la Coppa dell'URSS nel 1976, battendo in finale l'Ararat Erevan (Armenia) per 3–0 con reti di David Kipiani, Piruz Kanteladze (rigore) e Revaz Chelebadze. La squadra bissò il successo nel 1979 vincendo la sua seconda Coppa dell'URSS grazie a una vittoria ai rigori contro la Dinamo Mosca (5–4 dcr). Nel 1978 vinsero inoltre il campionato sovietico per la seconda volta. In virtù di questo successo, nel 1979 il club esordì in Coppa dei Campioni, eliminando al primo turno addirittura il Liverpool (Inghilterra) ma furono eliminati al turno successivo dall'Amburgo (Germania Ovest).

### Gli ultimi anni sovietici: gli anni ottanta
Il picco della storia del Dinamo fu toccato il 13 maggio 1981 allorché, sconfiggendo il FC Carl Zeiss Jena nella Finale di Coppa delle Coppe 1980-1981 per 2-1 a Düsseldorf, vinse il suo primo alloro europeo, la Coppa delle Coppe UEFA. I gol decisivi furono siglati da Vitaly Daraselia e Vladimir Gutsaev.
Dopo aver raggiunto nel 1982 la semifinale di Coppa delle Coppe, venendo però eliminata, dal 1983 il club cominciò a declinare, con prestazioni al di sotto delle aspettative sia in campionato che nelle Coppe. Dal 1983 al 1989 il club riuscì a qualificarsi solo una volta alle competizioni UEFA.
La Dinamo Tbilisi disputò il suo ultimo incontro nel campionato sovietico il 27 ottobre 1989 contro la Dinamo Kiev, pareggiando 2-2.

### Nel campionato georgiano: gli anni novanta e duemila
Nel 1990 la federazione calcistica georgiana si staccò da quella sovietica, e le squadre georgiane, invece di disputare il campionato sovietico, si iscrissero al neoistituito campionato georgiano.
Il club disputò il suo primo incontro nel campionato georgiano contro il Kolkheti Poti il 30 marzo 1990, perdendo per 0-1. Nonostante la sconfitta all'esordio, in quell'anno il club riuscì a vincere il suo primo campionato georgiano. Il club continuò a dominare il campionato anche negli anni successivi, vincendo dieci campionati di seguito dal 1990 al 1999.
Nel 1993 la Dinamo centrò il suo primo double, aggiudicandosi sia campionato che coppa nazionale. Nel 1993 esordì nelle coppe europee come rappresentante della Georgia indipendente. La Dinamo vinse all'andata contro il Linfield per 2-1, con reti di Shota Arveladze e Gela Inalishvili, e pareggiò 1-1 il ritorno a Belfast. Tuttavia, a causa di sospetti di combine nei due suddetti incontri, il club fu squalificato dal torneo ed escluso dalle competizioni UEFA per due anni.
In seguito alla migrazione dei giocatori più importanti in Europa occidentale, la Dinamo attraversò un periodo di crisi di risultati, ponendo temporaneamente fine al suo dominio incontrastato in campionato e coppa nazionale.
All'inizio degli anni 2000, l'uomo di affari Badri Patarkatsishvili acquistò la Dinamo Tbilisi, rinforzandolo. Nel 2003 il club centrò il double, vincendo il campionato e la coppa nazionale.
Nel 2004 la Dinamo vinse di nuovo la Coppa nazionale e, sotto la guida dell'allenatore croato Ivo Šušak, vinse la Coppa dei Campioni della CSI a Mosca contro lo Skonto (3-1). Partecipò diverse volte anche alle Coppe europee, senza però ottenere risultati di rilievo.
Nel 2005 e nel 2008 vinse anche il campionato georgiano. Nella stagione 2012-13 la Dinamo conquista il suo 14º titolo nazionale con due giornate di anticipo rispetto alla conclusione del campionato e la sua decima Coppa nazionale.
Nella stagione successiva (2013-14) la Dinamo vince nuovamente il titolo nazionale. Dopo un terzo posto nel campionato seguente, si laurea campione per la sedicesima volta nella stagione 2015-16. Quattro anni dopo vince il diciassettesimo titolo.

## Allenatori
- 1935  Michail Butusov
- 1935-1936  Grigorij Pačulija
- 1936-marzo 1937  Žjul' Limbek
- 1937-settembre 1939  Aleksej Sokolov
- 1939-1940  Michail Butusov
- 1940-1941  Michail Minaev
- 1942-maggio 1945  Aleksej Sokolov
- 1945-1947  Andrej Žordanija
- 1948  Michail Berdzenišvili
- gennaio-16 maggio 1949  Michail Minaev
- 17 maggio 1949-luglio 1950  Aleksej Sokolov
- agosto 1950-agosto 1953  Michail Jakušin
- 1953-1954  Boris Pajčadze
- gennaio-agosto 1955  Andrej Žordanija
- 1956-1957  Gajoz Džedželava
- 1958  Vasilij Sokolov
- 1959-1961  Andrej Žordanija
- 1962  Nestor Cchatarašvili
- luglio 1962-aprile 1964  Michail Jakušin
- 1964-1965  Gavriil Kačalin
- 1966  Aleksandr Kotrikadze
- 1967-1968  Vjačeslav Solov'ёv
- 1969-1970  Givi Čocheli
- 1971-1972  Gavriil Kačalin
- 1973  Aleksandr Kotrikadze
- 1974  Givi Čocheli
- agosto 1974-1975  Michail Jakušin
- 1976-1983  Nodar Akhalkatsi
- 1984-1985  David Kipiani
- 1985-1986  Nodar Akhalkatsi
- 1987-1988  Kakhi Asatiani
- 1988  Germann Zonin
- 1988-1991   David Kipiani
- 1992  Revaz Dzodzuashvili
- 1992-1994  Givi Nodia
- 1994  Temur Chkhaidze
- 1994-1995  Sergo Kutivadze
- 1995  Vaja Jvania
- 1996-1997  David Kipiani
- 1998  Nodar Akobia
- 1998-1999  Murtaz Khurtsilava
- 1999  Johan Boskamp (apr.-dic.)
- 1999  Gia Geguchadze
- 1999-2000  Otar Korghalidze
- 2000  Jemal Chimakadze
- 2000-2001  Revaz Arveladze
- 2001  Gocha Tkebuchava
- 2001  Givi Nodia
- 2002-2004  Ivo Šušak (gen. 2002-apr. 2004)
- 2004-2005  Gia Geguchadze (lug. 2004-giu. 2005)
- 2005  Kakhaber Tskhadadze (feb.-dic.)
- 2006  Andrei Chernyshov (gen.-mag.)
- 2006  Kakha Kacharava
- 2006-2008  Dušan Uhrin (lug. 2006-mag. 2008)
- 2008-2009  Rainer Zobel (giu. 2008-mar. 2009)
- 2009-2010  Kakhaber Kacharava (mar. 2009-dic. 2010)
- 2010  Tamaz Samkharadze (dic.)
- 2010-2011  Kakhaber Kacharava
- 2011-2012  Alex Garcia (giu. 2011-gen. 2012)
- 2012  Giorgi Devdariani (gen.-apr.)
- 2012  Nestor Mumladze (apr.-giu.)
- 2012-2013  Dušan Uhrin Jr. (giu. 2012-dic. 2013)
- 2013-2014  Malkhaz Zhvania (dic. 2013-giu. 2014)
- 2014  Michal Bílek (giu.-ago.)
- 2014-2015  Kakhaber Gogichaishvili
- 2015-2016  Gia Geguchadze
- 2016  Juraj Jarábek (gen.-ott.)
- 2016-2017  V"jačeslav Hroznij
- 2017-2018  Kakhaber Kacharava
- 2018-2019  Zaur Svanadze
- 2019-  Felic Vicente

## Calciatori

### Vincitori di titoli
Campioni d'Europa
- Givi Chokheli (Francia 1960)
- Zaur K'aloevi (Francia 1960)
- Mikheil Meskhi (Francia 1960)

## Palmarès

### Competizioni nazionali
- Campionato sovietico: 2

1964, 1978
- Coppa sovietica: 2

1976, 1979
- Pervaja Liga: 1

1936 (primavera)
- Campionato georgiano: 19  (record)

1990, 1991, 1991-1992, 1992-1993, 1993-1994, 1994-1995, 1995-1996, 1996-1997, 1997-1998, 1998-1999, 2002-2003, 2004-2005, 2007-2008, 2012-2013, 2013-2014, 2015-2016, 2019, 2020, 2022
- Coppa di Georgia: 13  (record)

1991-1992, 1992-1993, 1993-1994, 1994-1995, 1995-1996, 1996-1997, 2002-2003, 2003-2004, 2008-2009, 2012-2013, 2013-2014, 2014-2015, 2015-2016
- Supercoppa di Georgia: 9  (record)

1996, 1997, 1999, 2005, 2008, 2014, 2015, 2021, 2023

### Competizioni internazionali
- Coppa delle Coppe: 1  (record georgiano)

1980-1981
- Coppa dei Campioni della CSI: 1

2004

### Altri piazzamenti
- Campionato sovietico:

Secondo posto: 1939, 1940, 1951, 1953, 1977
Terzo posto: 1936 (autunno), 1946, 1947, 1950, 1959, 1962, 1967, 1969, 1971, 1972, 1976 (primavera), 1976 (autunno), 1981
- Coppa dell'Unione Sovietica:

Finalista: 1936, 1937, 1946, 1959-1960, 1970, 1980
Semifinalista: 1938, 1939, 1948, 1965, 1974, 1975, 1982, 1988-1989
- Campionato georgiano:

Secondo posto: 2006-2007, 2008-2009, 2009-2010, 2010-2011, 2016, 2017, 2018, 2021, 2023
Terzo posto: 1999-2000, 2000-2001, 2001-2002, 2003-2004, 2005-2006, 2014-2015
- Coppa di Georgia:

Finalista: 1997-1998, 2009-2010, 2024
Semifinalista: 1990, 1999-2000, 2007-2008, 2016, 2017, 2018, 2022
- Supercoppa di Georgia:

Finalista: 1998, 2009, 2013, 2020, 2024
- Coppa delle Coppe:

Semifinalista: 1981-1982
- Coppa dei Campioni della CSI:

Finalista: 1995
Semifinalista: 1993, 1994

## Statistiche

### Statistiche nelle competizioni UEFA
Tabella aggiornata alla stagione 2024-2025.
| Competizione                  | Partecipazioni | G   | V  | N  | P  | RF  | RS  |
| ----------------------------- | -------------- | --- | -- | -- | -- | --- | --- |
| UEFA Champions League         | 14             | 41  | 14 | 5  | 21 | 53  | 61  |
| Coppa delle Coppe             | 3              | 21  | 11 | 3  | 7  | 30  | 19  |
| Coppa UEFA/UEFA Europa League | 24             | 100 | 46 | 14 | 40 | 135 | 152 |
| UEFA Europa Conference League | 3              | 2   | 0  | 3  | 3  | 8   | 14  |
| Coppa Intertoto               | 2              | 6   | 2  | 2  | 2  | 12  | 6   |

## Organico

### Rosa 2024
Aggiornata al 1º settembre 2024.
| N. |                      | Ruolo | Calciatore              |
| -- | -------------------- | ----- | ----------------------- |
| 2  | Ghana (bandiera)     | D     | Benson Anang            |
| 3  | Georgia (bandiera)   | D     | Aleksandre Kalandadze   |
| 4  | Georgia (bandiera)   | D     | Luka Salukvadze         |
| 7  | Georgia (bandiera)   | A     | Vakhtang Salia          |
| 9  | Georgia (bandiera)   | A     | Jaduli Iobashvili       |
| 10 | Georgia (bandiera)   | A     | Davit Skhirtladze       |
| 11 | Georgia (bandiera)   | A     | Saba Samushia           |
| 15 | Georgia (bandiera)   | D     | Mukhran Bagrationi      |
| 16 | Georgia (bandiera)   | C     | Levan Osikmashvili      |
| 18 | Guatemala (bandiera) | A     | Óscar Santis            |
| 20 | Georgia (bandiera)   | D     | Giorgi Gvasalia         |
| 22 | Georgia (bandiera)   | C     | Nikoloz Ninua           |
| 23 | Georgia (bandiera)   | C     | Giorgi Moistsrapishvili |
| 24 | Austria (bandiera)   | A     | Dominik Reiter          |
| 25 | Georgia (bandiera)   | A     | Nikoloz Tsetskhladze    |

| N. |                    | Ruolo | Calciatore           |
| -- | ------------------ | ----- | -------------------- |
| 27 | Georgia (bandiera) | D     | Nikoloz Ugrekhelidze |
| 28 | Georgia (bandiera) | C     | Tsotne Berelidze     |
| 30 | Georgia (bandiera) | C     | Tornike Okriashvili  |
| 31 | Georgia (bandiera) | A     | Tornike Kirkitadze   |
| 33 | Georgia (bandiera) | A     | Vasilios Gordeziani  |
| 36 | Georgia (bandiera) | P     | Papuna Beruashvili   |
| 37 | Georgia (bandiera) | P     | Mikheil Makatsaria   |
| 38 | Georgia (bandiera) | D     | Saba Kharebashvili   |
| 40 | Georgia (bandiera) | D     | Saba Khvadagiani     |
| 31 | Ucraina (bandiera) | D     | Ivan Trubočkin       |
| 32 | Georgia (bandiera) | C     | Nika Ninua           |
| 37 | Georgia (bandiera) | D     | Tornike Jangidze     |
| 39 | Georgia (bandiera) | A     | Nodar Kavtaradze     |
|    | Spagna (bandiera)  | A     | Carlos Castro        |